# Helicopter Mom
Helicopter Mom è un film del 2014 diretto da Salomé Breziner.

## Trama
Maggie Cooper vorrebbe tanto che il figlio Lloyd fosse gay e fa di tutto affinché il giovane lo diventi. Il solo problema è che lo stesso Lloyd non è poi così convinto del suo orientamento sessuale.